# Jhon Marchán
Jhon Lorens Marchán Cordero (Acarigua, Portuguesa, Venezuela, 2 de septiembre de 1998) es un futbolista venezolano que juega como centrocampista en Portuguesa Fútbol Club de la Primera División de Venezuela.

## Trayectoria

### Portuguesa FC
Jhon Marchán fue promovido de las reservas del Portuguesa F. C. en el 2015, a los 16 años. El 19 de julio de ese año jugó su primer partido en la derrota por 0-1 ante Estudiantes Caracas. Marchán marcó su primer gol en el empate 1-1 ante Caracas F. C. el 10 de abril de 2017. Su participación aumentó en el 2018 respecto a la temporada 2017, y en la temporada 2019 participó en 34 partidos, y marcó 7 goles. Además, desde el partido ante el Caracas F. C. del 21 de octubre de ese año hasta el partido ante Mineros de Guayana del 11 de noviembre, marcó cuatro goles consecutivos. Durante su carrera en el club, llegó a jugar 91 partidos y marcar 11 goles con el primer equipo.

### Sporting Cristal
Jhon Marchán llegó al club celeste en febrero de 2020. Jugó su primer partido en la victoria 4-1 ante Sport Boys, y anotó su primer gol en el empate 3-3 ante Carlos A. Manucci.
Luego de un buen juego campeonó con el cuadro celeste tras ganar la final de la Liga 1 2020 ante Universitario de Deportes con un global de 3-2 a favor de los celestes siendo por primera vez campeón en el extranjero y fue el primer venezolano que campeonó en el Perú.
El 9 de noviembre de 2022, Sporting Cristal, anunció la salida del jugador venezolano.

## Selección nacional
Marchán fue convocado con la Selección de fútbol sub-23 de Venezuela para jugar el Torneo Preolímpico Sudamericano Sub-23 de 2020 realizado en Colombia, en el que la vinotinto se quedó en la primera fase.

#### Participaciones internacionales
| Competición                | Sede     | Resultado     | Partidos | Goles |
| -------------------------- | -------- | ------------- | -------- | ----- |
| Preolímpico Sub-23 de 2020 | Colombia | Primera ronda | 1        | 0     |

## Estadísticas

### Clubes
Actualizado al último partido jugado el 7 de octubre de 2023.
| Club | Div.                | Temporada           | Liga  | Liga  | Liga   | Copas nacionales(1) | Copas nacionales(1) | Copas nacionales(1) | Copas internacionales(2) | Copas internacionales(2) | Copas internacionales(2) | Total(3) | Total(3) | Total(3) |
| Club | Div.                | Temporada           | Part. | Goles | Asist. | Part.               | Goles               | Asist.              | Part.                    | Goles                    | Asist.                   | Part.    | Goles    | Asist.   |
| --- | ------------------- | ------------------- | ----- | ----- | ------ | ------------------- | ------------------- | ------------------- | ------------------------ | ------------------------ | ------------------------ | -------- | -------- | -------- |
| Portuguesa F. C. · Venezuela | 1.ª                 | 2015                | 7     | 0     | 0      | —                   | —                   | —                   | —                        | —                        | —                        | 7        | 0        | 0        |
| Portuguesa F. C. · Venezuela | 1.ª                 | 2016                | 6     | 0     | 0      | —                   | —                   | —                   | —                        | —                        | —                        | 6        | 0        | 0        |
| Portuguesa F. C. · Venezuela | 1.ª                 | 2017                | 15    | 2     | 1      | 2                   | 0                   | 1                   | —                        | —                        | —                        | 17       | 2        | 2        |
| Portuguesa F. C. · Venezuela | 1.ª                 | 2018                | 24    | 3     | 2      | —                   | —                   | —                   | —                        | —                        | —                        | 26       | 1        | 3        |
| Portuguesa F. C. · Venezuela | 1.ª                 | 2019                | 34    | 7     | 3      | —                   | —                   | —                   | —                        | —                        | —                        | 34       | 7        | 3        |
| Portuguesa F. C. · Venezuela | Total               | Total               | 86    | 12    | 6      | 2                   | 0                   | 1                   | 0                        | 0                        | 0                        | 88       | 12       | 7        |
| Sporting Cristal · Perú | 1.ª                 | 2020                | 20    | 3     | 0      | —                   | —                   | —                   | —                        | —                        | —                        | 20       | 3        | 0        |
| Sporting Cristal · Perú | 1.ª                 | 2021                | 17    | 2     | 0      | 4                   | 0                   | 0                   | 4                        | 0                        | 0                        | 25       | 2        | 0        |
| Sporting Cristal · Perú | Total               | Total               | 37    | 5     | 0      | 4                   | 0                   | 0                   | 4                        | 0                        | 0                        | 45       | 5        | 0        |
| U. T. C. · Perú | 1.ª                 | 2022                | 21    | 0     | 2      | —                   | —                   | —                   | —                        | —                        | —                        | 21       | 0        | 2        |
| U. T. C. · Perú | Total               | Total               | 21    | 0     | 2      | 0                   | 0                   | 0                   | 0                        | 0                        | 0                        | 21       | 0        | 2        |
| Metropolitanos F. C. · Venezuela | 1.ª                 | 2023                | 17    | 1     | 2      | —                   | —                   | —                   | 4                        | 1                        | 0                        | 21       | 2        | 2        |
| Metropolitanos F. C. · Venezuela | Total               | Total               | 17    | 1     | 2      | 0                   | 0                   | 0                   | 4                        | 1                        | 0                        | 21       | 2        | 2        |
| Total en su carrera | Total en su carrera | Total en su carrera | 161   | 18    | 10     | 6                   | 0                   | 1                   | 8                        | 1                        | 0                        | 175      | 19       | 11       |
| (1) Incluye datos de la Copa Venezuela y Copa Bicentenario. (2) Incluye datos de la Copa Libertadores y Copa Sudamericana. (3) No incluye amistosos. |                     |                     |       |       |        |                     |                     |                     |                          |                          |                          |          |          |          |

## Palmarés

### Campeonatos nacionales
| Título                   | Club             | País | Año  |
| ------------------------ | ---------------- | ---- | ---- |
| Primera División De Perú | Sporting Cristal | Perú | 2020 |
| Torneo Apertura          | Sporting Cristal | Perú | 2021 |
| Copa Bicentenario        | Sporting Cristal | Perú | 2021 |